# Demario Davis
(en) Statistiques sur pro-football-reference
Demario Davis (né le 11 janvier 1989) est un joueur professionnel américain de football américain évoluant au poste de linebacker dans la National Football League (NFL) depuis la saison 2012, actuellement chez les Saints de La Nouvelle-Orléans.
Au niveau universitaire, il a joué pour les Red Wolves de l'université d'État de l'Arkansas pendant cinq saisons (2007-2011) dans la NCAA Division I FBS et sa Sun Belt Conference où il obtient une sélection dans la première équipe 2011 de cette conférence.
Sélectionné lors du troisième tour de la draft 2012 de la NFL par la franchise des Jets de New York, il rejoint les Browns de Cleveland en 2016 avant de revenir chez les Jets en 2017. Devenu agent libre, il rejoint en 2018 les Saints de La Nouvelle-Orléans avec qui il resigne un contrat d'un an en 2024.
Sélectionné à quatre reprises dans l'équipe All-Pro (2020, 2021, 2022 et 2023), et à deux reprises pour le Pro Bowl (2022 et 2023), il reçoit en 2021 le Bart Starr Award décerné au joueur ayant eu un comportement exemplaire et ayant montré des qualités de leader dans sa ville, que ce soit sur le terrain ou dans sa communauté.

## Jeunesse
La mère de Davis lui donne naissance à l'âge de 16 ans et son père sert dans l'armée. Davis fréquente la Brandon High School à Brandon, dans le Mississippi, où il pratique trois sports : le football américain, le basket-ball et l'athlétisme. Au football, il évolue principalement en tant que wide receiver durant ses années sophomore et junior, aidant l’équipe à faire sa 14e apparition en playoffs au cours des 16 dernières années, avec un bilan de 7-5. En tant que senior, il enregistre 81 tacles, six interceptions et un sack, tout en recevant plus de 30 passes pour 386 yards à la passe, et quatre touchdowns. Il est également membre de l'équipe de basketball de Brandon et concourt en tant que sauteur en hauteur avec l'équipe d'athlétisme universitaire.
Il est sélectionné dans l'équipe All-Metro Clarion Ledger.

## Carrière universitaire
Lors de sa première année à l'université d'État de l'Arkansas, en 2007, il prend le statut de redshirt et ne participe à aucun match.
En 2008, il participe à 11 matchs, totalisant 17 plaquages dont 10 en solo. Le 6 novembre 2008, alors que les Red Wolves affrontent les Tigers de Texas Southern (en), Davis récupère un fumble et le retourne sur 53 yards pour un touchdown.
La saison 2009 est son année universitaire record puisqu'il réussit 80 plaquages dont 59 en solo et huit pour perte (tackles for loss) ainsi que 3 sacks. Il est titulaire au poste de linebacker lors des douze matchs de la saison régulière. Le 3 octobre 2009 lors d'une défaite 21 à 24 contre les Hawkeyes de l'université de l'Iowa, il intercepte une passe du quarterback Ricky Stanzi (en) et la retourne sur 75 yards pour inscrire le second touchdown de sa carrière.
Son année junior, en 2010, lui permet d'être sélectionné dans la première équipe de la Sun Belt Conference avec 63 plaquages, 3,5 plaquages pour perte, un sack, deux interceptions, deux fumbles forcés et un fumble récupéré.
Pour sa dernière année, en 2011, il aide son équipe à finir la saison avec un bilan positif de 10-3 et remporter litre de la Sun Belt Conference, lui permettant de participer au GoDaddy.com Bowl. Davis y totalise 5 plaquages dont 3 en solo, lors de la défaite de son équipe face aux Huskies de l'université de Northern Illinois.

## Carrière professionnelle
Davis participe au NFL Scouting Combine à Indianapolis dans l'Indiana où il effectue tous les exercices. Le 27 mars 2012, il participe au Pro Day d'Arkansas State et choisit d'effectuer le sprint de 40 yards, réalisant un temps de 4,52 s, avec des temps intermédiaires de 2,72 s au 20 yards et de 1,63 s au 10 yards ainsi qu'une détente verticale de 38,5 in (98 cm) À la conclusion du processus préliminaire, Davis devrait être choisi, selon la majorité des experts en matière de sélection et des dépisteurs de la NFL, au cours du troisième tour de la draft 2012. Il est classé au neuvième rang des meilleures recrues au poste de linebacker selon DraftScout.com.
| Taille             | Poids           | Bras           | Main          | Sprint   | Sprint   | Sprint   | Shuttle 20 yards | 3 cones drill | Détente          | Détente             | Développé couché | Test Wonderlic |
| Taille             | Poids           | Bras           | Main          | 40 yards | 10 yards | 20 yards | Shuttle 20 yards | 3 cones drill | verticale        | horizontale         | Développé couché | Test Wonderlic |
| 6 ft 2 in (1,88 m) | 235 lb (107 kg) | 32 in (0,81 m) | 9 in (0,23 m) | 4,52 s   | 1,63 s   | 2,72 s   | 4,28 s           | 7,19 s        | 38,5 in (0,98 m) | 10 ft 4 in (3,15 m) | 32 reps          |                |

### Jets de New York (2012-2015)
Les Jets de New York sélectionnent Davis en 77e choix global lors du troisième tour de la draft 2012 de la NFL. Il y est le dixième linebacker sélectionné.
Le 31 mai 2012, Davis signe un contrat pour une durée quatre ans d'un montant de 4,81 millions de dollars incluant une prime à la signature de 618 000 dollars,.

#### 2012
Tout au long du camp d’entraînement, Davis entre en compétition avec le vétéran Bart Scott (en) pour le poste de linebacker. L'entraîneur principal Rex Ryan désigne Davis en tant que troisième linebacker pour la saison 2012, derrière Bart Scott et Josh Mauga (en),.
Il fait ses débuts professionnels en saison régulière lors de la victoire 48 à 28 contre les Bills de Buffalo en 1re semaine. Le 23 septembre 2012, Davis réalise son premier plaquage lors d'un retour de botté de dégagement par Marcus Thigpen (en) dans le premier quart temps (victoire 23 à 20 en prolongation contre les Dolphins de Miami en troisième semaine). Au cours de la 6e semaine, Davis est promu au poste de premier réserviste, Josh Mauga s'étant déchiré un muscle pectoral la semaine précédente. Le 21 octobre 2012, en 7e semaine, Davis reçoit sa première titularisation en carrière à la place de Bart Scott et enregistre sept plaquages, un sommet dans la saison, lors de la défaite de 26 à 29 contre les Patriots de la Nouvelle-Angleterre. Il reste titulaire pour les deux matchs suivants (semaines 8 à 10), Bart Scott se remettant d'une blessure à l'orteil qu'il avait subie lors de la 7e semaine.
Il termine sa saison rookie avec 36 plaquages (31 en solo) et une récupération de fumble en 16 matchs dont trois joués en tant que titulaire. Il a effectué 15 de ses plaquages en jouant dans les équipes spéciales.

#### 2013
Davis entre dans le camp d'entraînement en tant que linebacker titulaire après que le nouveau coordinateur défensif des Jets, Dennis Thurman (en), soit passé d'une défense base 4-3 à une défense base 3-4. L'entraîneur principal Rex Ryan désigne Davis et David Harris comme titulaires pour le début de la saison régulière en 2013.
Il débute dans le premier match de la saison des Jets contre les Buccaneers de Tampa Bay et enregistre huit plaquages lors de la victoire 18 à 17. Le 22 septembre 2013, Davis réussit six plaquages et effectue son premier sack en carrière lors de la victoire de 27 à 20 contre les Bills de Buffalo en troisième semaine. Il effectue son sack sur le quarterback E. J. Manuel pour une perte de trois yards au cours du troisième quart temps. Le 3 novembre 2013, Davis réalise quatre plaquages, dévie une passe et réussit sa première interception en carrière lors de la victoire de 26 à 20 contre les Saints de La Nouvelle-Orléans en 9e semaine. Il intercepte une passe lancée par Drew Brees qui est à l'origine destinée à Benjamin Watson pendant le premier quart temps. Au cours de la 13e semaine, il totalise dix plaquages (six en solo), le plus haut score de sa saison, lors de la défaite 20 à 23 contre les Dolphins de Miami.
Il termine la saison avec 107 plaquages (63 en solo), une déviation de passe, un sack et une interception en 16 matchs, tous disputés en tant que titulaire.

#### 2014
L'entraîneur principal Rex Ryan retient à nouveau Davis et David Harris comme linebackers titulaires pour le début de la saison 2014, aux côtés des linebackers extérieurs Calvin Pace (en) et Quinton Coples (en).
Le 14 septembre 2014, Davis enregistre six plaquages et deux sacks sur le quarterback Aaron Rodgers lors de la défaite 31 à 24 des Jets chez les Packers de Green Bay en deuxième semaine. Au cours de la 10e semaine, il totalise 12 plaquages (11 en solo), le plus haut de la saison, et dévie une passe lors de la victoire de 20 à 13 contre les Steelers de Pittsburgh. C'est son quatrième match avec plus de dix plaquages en 2014.
Il termine sa troisième saison avec 116 plaquages (79 en solo), cinq déviations de passe et 3,5 sacks en 16 matchs tous en tant que titulaire. Le 30 décembre 2014, Woody Johnson, propriétaire des Jets, limoge son directeur général John Idzik Jr. (en) et son entraîneur principal Rex Ryan,les Jets ayant termineé avec un bilan négatif de 4-12 en 2014.

#### 2015
Le nouvel entraîneur principal Todd Bowles désigne Davis, Harris, Coples et Pace en tant que titulaire au poste de linebacker pour commencer la saison 2015.
Au cours de la 3e semaine lors de la défaite de 24 à 17 des Jets contre les Eagles de Philadelphie, Davis affiche 13 plaquages (dont six en solo), le plus haut de la saison. La semaine suivante, Davis réussit deux déviations et un plaquage lors de la victoire 27 à 14 face aux Dolphins de Miami.
Davis a terminé la saison 2015 avec 90 plaquages (dont 57 en solo), deux déviations de passe et deux sacks en 16 matches comme titulaire. Bien qu'ayant terminé deuxièmes de l'AFC East avec un bilan de 10 à 6, les Jets ne se qualifient pas pour la série éliminatoire.
Davis obtient la 15e meilleure note au classement des 60 linebackers qualifiés par Pro Football Focus.

### Browns de Cleveland (2016)
Davis devient agent libre sans restriction après la saison 2015 et suscite l'intérêt de plusieurs équipes, notamment les Browns de Cleveland.
Le 16 mars 2016, il signe un contrat de 8 millions de dollars sur deux ans, assorti d'une garantie de 4,10 millions de dollars et d'une prime à la signature de 2 millions de dollars,. L'entraîneur principal Hue Jackson (en) désigne Davis et Christian Kirksey (en) titulaires pour commencer la saison régulière, aux côtés des LB extérieurs Nate Orchard (en) et Emmanuel Ogbah.
Il fait ses débuts en saison régulière avec les Browns dans leur premier match de la saison aux Eagles de Philadelphie et enregistre sept plaquages lors de la défaite 10 à 29. Au cours de la 10e semaine, Davis enregistre trois plaquages et un sack sur le quarterback Joe Flacco lors de la défaite de 7 à 28 face aux Ravens de Baltimore. Le 18 décembre, Davis récolté dix plaquages (dont huit en solo), le plus haut chiffe de sa saison, lors de la défaite 13 à 33 contre les Bills de Buffalo.
Il termine sa seule saison aux Browns de Cleveland avec 99 plaquages (dont 59 en solo), deux déviations de passe et deux sacks lors des 16 matchs joués en tant que titulaire.

### Retour aux Jets (2017)
Le 1er juin 2017 les Browns renvoient Davis aux Jets de New York en échange du safety Calvin Pryor.
Il participe au camp d'entraînement de la saison 2017 en tant que linebacker titulaire, mais voit la concurrence de Bruce Carter (en), Julian Stanford (en), Spencer Paysinger (en), Frank Beltre (en) et Connor Harris (en). L'entraîneur principal Todd Bowles désigne Davis et le rookie Darron Lee parmi les linebackers titulaires pour commencer la saison régulière.
Titularisé lors de l'ouverture de la saison contre les Bills de Buffalo (défaite 12 à 21), il totalise 14 plaquages (dont huit en solo), le nombre le plus élevé de la saison et est crédité d'un ½ sack. Le 24 septembre, il enregistre 12 plaquages dont 11 en solo et dévie une passe lors de la victoire 29 à 6 contre les Dolphins de Miami en 3e semaine. Au cours de la 14e semaine, Davis récolté 13 plaquages (dont dix en solo) et ½ sack lors de la défaite de 23 à 0 face aux Broncos de Denver.
Il termine la saison 2017 avec un total de 135 plaquages combinés (97 en solo), un sommet en carrière de cinq sacks et trois déviations de passe en 16 matchs. Ses 135 plaquages le classent sixième de la ligue en 2017. Il obtient une note globale de 87,3 points de la part de Pro Football Focus et il est classé huitième parmi tous les linebackers qualifiés en 2017.

### Saints de La Nouvelle-Orléans

#### 2018
Davis devient agent libre sans restriction en 2018 et suscite l'intérêt de plusieurs équipes car il est considéré comme le meilleur linebacker disponible. Il déclare qu'il a l'intention de retourner à New York considérant les Jets comme sa maison. Les Jets et Davis ne parviennent pas à un accord. Il affirme que les Jets ne lui ont jamais officiellement fait d'offre de contrat et que cela est probablement dû au prix demandé.
Le 19 mars 2018, il signe avec les Saints de La Nouvelle-Orléans un contrat de trois ans pour un montant de 24 millions de dollars dont une prime à la signature de 9,2 millions et 16 millions garantis,,.
Au cours de la 4e semaine et la victoire 33 à 18 sur les Giants de New York, Davis enregistre 11 plaquages dont deux pour perte (for loss) et deux sacks ce qui lui vaut d'être désigné meilleur joueur défensif de la semaine de la NFC.

#### 2019
En 10e semaine contre les Falcons d'Atlanta (victoire 26 à 18), Davis enregistre un record d'équipe de 11 plaquages et effectue un sack sur Matt Ryan.

#### 2020
Le 12 septembre 2020, Davis signe une extension de trois ans pour un montant de 27 millions de dollars avec les Saints.
En 1re semaine contre les Buccaneers (victoire 34 à 23), Davis réussit son premier sack de la saison sur le quarterback Tom Brady. Au cours de la victoire 27 à 13 contre les 49ers en 10e semaine, il effectue 12 plaquages (nouveau record de son équipe) et un sack sur Nick Mullens.

#### 2022
Le 24 juin 2022, Davis signe une extension de contrat d'un an avec les Saints. Il dispute les 17 matchs de la saison et participe à l'ensemble des snaps de la défense (1 132). Il est le seul joueur de la NFL à le faire et le premier depuis Jordan Hicks des Cardinals en 2019.

#### 2024
Le 11 mars 2024, Davis signe une extension de contrat le liant jusqu'en 2025 avec les Saints.

## Statistiques

### Universitaires
| Année  | Équipe                      | Statut | MJ |       | Plaquages | Plaquages | Plaquages | Plaquages |       | Interceptions | Interceptions | Interceptions | Interceptions |  | Fumbles | Fumbles |
| Année  | Équipe                      | Statut | MJ | Total | Seul      | Ast.      | Sacks     | Nb.       | Yards | Déf.          | TD            | Nb.           | Rec.          |  |         |         |
| 2008   | Red Wolves d'Arkansas State | FR     | 11 | 17    | 10        | 07        | 0         | 0         | 01    | 0             | 0             | 0             | 1             |  |         |         |
| 2009   | Red Wolves d'Arkansas State | SO     | 12 | 80    | 51        | 29        | 3         | 1         | 75    | 0             | 1             | 0             | 0             |  |         |         |
| 2010   | Red Wolves d'Arkansas State | JR     | 12 | 63    | 37        | 26        | 1         | 2         | 10    | 0             | 0             | 0             | 0             |  |         |         |
| 2011   | Red Wolves d'Arkansas State | SR     | 13 | 69    | 31        | 38        | 3         | 1         | 27    | 0             | 0             | 0             | 0             |  |         |         |
| Totaux | Totaux                      | Totaux | 48 | 229   | 129       | 100       | 7         | 4         | 112   | 1             | 1             | 0             | 1             |  |         |         |

### Professionnelles
| Année                  | Équipe                        | MJ  |                | Plaquages      | Plaquages      | Plaquages      | Plaquages      |                | Interceptions  | Interceptions  | Interceptions | Interceptions |  | Fumbles | Fumbles |
| Année                  | Équipe                        | MJ  | Total          | Seul           | Ast.           | Sacks          | Nb.            | Yards          | Déf.           | TD             | Nb.           | Rec.          |  |         |         |
| 2012                   | Jets de New York              | 16  | 026            | 22             | 04             | 0,0            | 0              | 0              | 0              | 0              | 0             | 1             |  |         |         |
| 2013                   | Jets de New York              | 16  | 107            | 63             | 44             | 1,0            | 1              | 0              | 01             | 0              | 0             | 0             |  |         |         |
| 2014                   | Jets de New York              | 16  | 116            | 78             | 38             | 3,5            | 0              | 0              | 05             | 0              | 0             | 2             |  |         |         |
| 2015                   | Jets de New York              | 16  | 089            | 57             | 32             | 2,0            | 0              | 0              | 02             | 0              | 0             | 1             |  |         |         |
| 2016                   | Browns de Cleveland           | 16  | 099            | 59             | 40             | 2,0            | 0              | 0              | 02             | 0              | 1             | 0             |  |         |         |
| 2017                   | Jets de New York              | 16  | 135            | 97             | 38             | 5,0            | 0              | 0              | 03             | 0              | 0             | 1             |  |         |         |
| 2018                   | Saints de La Nouvelle-Orléans | 16  | 110            | 74             | 36             | 5,0            | 0              | 0              | 04             | 0              | 2             | 1             |  |         |         |
| 2019                   | Saints de La Nouvelle-Orléans | 16  | 111            | 87             | 24             | 4,0            | 1              | 1              | 12             | 0              | 0             | 0             |  |         |         |
| 2020                   | Saints de La Nouvelle-Orléans | 16  | 119            | 73             | 46             | 4,0            | 0              | 0              | 05             | 0              | 0             | 0             |  |         |         |
| 2021                   | Saints de La Nouvelle-Orléans | 16  | 105            | 70             | 35             | 3,0            | 0              | 0              | 07             | 0              | 0             | 0             |  |         |         |
| 2022                   | Saints de La Nouvelle-Orléans | 17  | 107            | 54             | 55             | 6,5            | 1              | 4              | 06             | 0              | 0             | 1             |  |         |         |
| 2023                   | Saints de La Nouvelle-Orléans | 17  | 121            | 47             | 47             | 6,5            | 0              | 0              | 04             | 0              | 1             | 1             |  |         |         |
| 2024                   | Saints de La Nouvelle-Orléans | ?   | Saison à venir | Saison à venir | Saison à venir | Saison à venir | Saison à venir | Saison à venir | Saison à venir | Saison à venir | ?             | ?             |  |         |         |
| Totaux en NFL          | Totaux en NFL                 | 194 | 1 257          | 818            | 439            | 42,5           | 3              | 5              | 51             | 0              | 4             | 8             |  |         |         |
| Totaux chez les Jets   | Totaux chez les Jets          | 80  | 0 483          | 327            | 156            | 11,5           | 1              | 0              | 11             | 0              | 0             | 5             |  |         |         |
| Totaux chez les Browns | Totaux chez les Browns        | 16  | 0 99           | 059            | 040            | 02,0           | 0              | 0              | 02             | 0              | 1             | 0             |  |         |         |

| Année  | Équipe                        | MJ |       | Plaquages | Plaquages | Plaquages | Plaquages |       | Interceptions | Interceptions | Interceptions | Interceptions |  | Fumbles | Fumbles |
| Année  | Équipe                        | MJ | Total | Seul      | Ast.      | Sacks     | Nb.       | Yards | Déf.          | TD            | Nb.           | Rec.          |  |         |         |
| 2018   | Saints de La Nouvelle-Orléans | 2  | 22    | 14        | 8         | 0,0       | 1         | 1     | 1             | 0             | 0             | 0             |  |         |         |
| 2019   | Saints de La Nouvelle-Orléans | 1  | 07    | 04        | 3         | 0,0       | 0         | 0     | 2             | 0             | 0             | 0             |  |         |         |
| 2020   | Saints de La Nouvelle-Orléans | 2  | 14    | 12        | 2         | 1,0       | 0         | 0     | 0             | 0             | 0             | 0             |  |         |         |
| Totaux | Totaux                        | 5  | 43    | 30        | 13        | 1,0       | 1         | 1     | 3             | 0             | 0             | 0             |  |         |         |

## Vie privée
Demario Davis est le cousin de Steve McNair, quarterback des Titans et des Ravens(1995-2007).